# Superbest Collection (Raffaella Carrà)
Superbest Collection diciassettesima raccolta italiana di Raffaella Carrà, pubblicata nel 2005 dall'etichetta discografica BMG Italy/RCA.

## Il disco
Antologia della collana a prezzo economico intitolata La grande canzone italiana - Superbest Collection, raccoglie brani dal repertorio della cantante con le case discografiche RCA e CBS (Tanti auguri, Povero amore, Latino e E salutala per me), nessun brano del periodo CGD.
Nello stesso anno il CD è stato ristampato (Mondadori BMG SCSB 0501) e allegato al settimanale TV Sorrisi e Canzoni, usando lo stesso artwork con l'inserito il logo della rivista.
Non è disponibile per il download digitale o per lo streaming, non contiene inediti e non è mai stata promossa dall'artista.

## Tracce
Edizioni musicali BMG Ricordi tranne dove indicato.
1. Tuca tuca – 2:38 (testo: Gianni Boncompagni – musica: Franco Pisano)
2. Chissà se va – 2:51 (testo: Castellano e Pipolo[2] – musica: Franco Pisano)
3. Accidenti a quella sera – 3:58 (Gianni Boncompagni)
4. Ma che musica maestro – 3:16 (testo: Sergio Paolini, Stelio Silvestri – musica: Franco Pisano)
5. Perdono, non lo faccio più – 1:56 (testo: Gianni Boncompagni – musica: Franco Pisano)
6. El Borriquito – 3:40 (Peret [3])
7. Tanti auguri – 3:50 (testo: Gianni Boncompagni, Daniele Pace – musica: Gianni Boncompagni, Paolo Ormi; edizioni musicali Anteprima/Sony Music)
8. Rumore (remix 1999) – 3:35 (testo: Andrea Lo Vecchio – musica: Guido Maria Ferilli)
9. Ballo ballo (remix 1999) – 3:01 (testo: Gianni Boncompagni – musica: Gianni Boncompagni, Franco Bracardi)
10. Reggae Rrrrr! – 2:35 (testo: Gianni Boncompagni – musica: Franco Pisano)
11. Pensami (Who Are We) – 3:13 (testo: Climax,[4] Gianni Boncompagni – musica: James Last)
12. Povero amore – 2:55 (testo: Gianni Boncompagni – musica: Franco Bracardi; edizioni musicali Anteprima/Sony Music)
13. Latino – 3:26 (testo: Gianni Belfiore – musica: Gianni Boncompagni, Paolo Ormi; edizioni musicali Anteprima/Sony Music)
14. E salutala per me – 4:35 (testo: Gianni Boncompagni – musica: Franco Bracardi; edizioni musicali Anteprima/Sony Music)
15. T'ammazzerei – 3:00 (testo: Antonio Amurri – musica: Gianni Boncompagni)